# Доури, Эрлл
Эрлл Доури (англ. Earll Ethian Douwrie; род. 11 декабря 1997 года, Каледон) — южноафриканский регбист, замыкающий команды «Металлург».

## Биография
Воспитанник академии «Буллз». Профессиональную карьеру начал в клубе «Блю Буллз XV», выступая в Карри Кап. Перед Кубком Вызова 2019\2020 пополнил состав «тяжелой машины». Дебютировал в матче против «Вустера». Провел все 6 матчей в турнире, в матче против «Кастра» отметился попыткой, реализацией и штрафным, заработав все 10 очков команды (счет 22-10), также положил попытку в ответном матче с «Вустером» (66-10). После Эрлл возвращается в ЮАР, но из-за пандемии местный чемпионат не проводится, поэтому в конце лета вновь возвращается в Красноярск. Доури с ходу стал доказывать свою состоятельность, сначала стал лучшим игроком команды в Кубке России по регби-7, а затем стал обладателем Кубка России по регби 2020 года.

## Достижения
- Чемпион России: 2020/21, 2021/22
- Обладатель Кубка России: 2020, 2021